# 후지네촌 (시즈오카현)
후지네촌(富士根村)은 시즈오카현의 동부, 후지군에 속해있던 촌이다. 현재의 후지노미야시 동부에 해당한다.

## 역사
- 1889년 4월 1일 - 정촌제 시행에 의해 후지네촌이 성립하였다.
- 1955년 4월 1일 - 후지노미야시와 합병해, 새로운 후지노미야시가 성립하여, 동일 후지네촌은 폐지되었다.

## 교통

### 철도
일본국유철도 미노부선이 마을을 통과하고 있으며, 아주 가까운 곳에 겐도지 역이 위치한다. 당초 마을 내에 후지네역이 건설될 예정이었으나, 실제 위치는 옆 마을인 다카오카촌 내로 결정되었다.

## 참고문헌
- 角川日本地名大辞典 22 静岡県